# 戈尔 (格拉纳达省)
戈尔，是西班牙安达卢西亚自治区格拉纳达省的一个市镇。总面积181平方公里，2001年普查人口總數為1035人，人口密度為每平方公里6人。